# John Mensah
John Mensah (Obuasi, 1982. november 29. –) ghánai válogatott labdarúgó, aki jelenleg a svéd AFC Eskilstuna játékosa.

## Sikerei, díjai
- Lyon 
  - Francia kupa: 2012